# 米哈伊利夫卡 (柳巴爾市鎮)
49°57′35″N 27°56′56″E / 49.95972°N 27.94889°E
米哈伊利夫卡（烏克蘭語：Михайлівка）是位於烏克蘭北部的村莊，由日托米爾州日托米爾區的柳巴爾市鎮負責管轄。該村面積11.49平方公里，海拔高度273米，2001年人口172，人口密度每平方公里14.96人。